# حكومة خليل بوحاجب
حكومة خليل بوحاجب هي حكومة تونسية ترأسها خليل بوحاجب، تأسست في 1929 وانتهت مهامها في 2 مارس 1932.

## الأعضاء

### الوزراء التونسيون
| الصورة | الوزارة       | الاسم          |
| ------ | ------------- | -------------- |
|        | الوزير الأكبر | خليل بوحاجب    |
|        | وزير العدل    | طاهر خير الدين |
|        | وزير القلم    | الهادي الأخوة  |

### الوزراء الفرنسيون
| الوزارة                                           | الاسم                                           |
| ------------------------------------------------- | ----------------------------------------------- |
| المدير العام للمالية                              | هوبار كرانسييه (Hubert Crancier) (1929 - 1930)  |
| المدير العام للمالية                              | بول دوبوا تان (Paul Dubois-Taine) (1930 - 1932) |
| المدير العام للتربية العامة والفنون الجميلة بتونس | إيميل غو (Émile Gau) (1929 - 1932)              |
| المدير العام للأشغال العامة                       | بول مورنيو (Paul Mourgnot) (1929 - 1930)        |
| المدير العام للأشغال العامة                       | بول فايار (Paul Favière) (1930 - 1932)          |
| المدير العام للديوان التونسي للبريد والبرق        | جول دوبون (Jules Dupont) (1929 - 1932)          |